# Портрет Прокофія Акинфійовича Демидова
«Портрет Прокофія Акинфійовича Демидова» - найбільш незвичний з парадних портретів Дмитра Левицького з образом багатія і московського дивака другої половини 18 століття. 

## Прокофій Демидов
У 18 столітті Москва стала місцем, куди перебралося дворянство консервативне чи опальне, не зацікавлене в напруженій придворній кар'єрі, диваки серед дворян, що не укладалися у вимоги столичного міста. Серед натовпу московських диваків чільне місце посів багатій Прокофій Акинфійович Демидов, дивак, що увібрав усі протиріччя, усі недоліки і характерні ознаки напівєвропеїзованого російського дворянства, «барства дикого». Він не служив і не був військовим, бо багатство дозволяло жити на власний розсуд подалі від столиці. Дивак, майже скоморох за природними здібностями, він віддався власним беззмістовним, шокуючим фантазіям і бажанню приваблювати увагу незвичними витівками, далекими від слави військового, слави державного діяча чи освіченого ерудита. Прокофій розігрував маленькі вистави для нудьгуючих мешканців Москви при майже кожній появі на очах широкого загалу. На виїзди Демідова в місто збігався натовп, бо це нагадувало карнавал незвичним одягом, балаган без ринку, демонструвало відкрите презирство хама-багатія до оточення. Він сідав у колимагу помаранчового кольору, коні були різні на зріст і дивували контрастом ( то малі як поні, то великі на зріст). Контрастними були і форейтори, що правили візком - карлик та велетень. Прокофій Демидов вимагав, аби усі його кріпаки носили окуляри, ця вимога була розповсюджена і на худобу. Окуляри чіпляли навіть на пики коней і собак Демидова. Слуги серед чоловіків мали різне взуття - на одній нозі - російський лапоть, на другій - європейська панчоха і черевик. Дивацьким був і палац-будинок на вулиці Басманна, де мешкав Демидов - він наказав облицювати фасади будинку пластинами заліза від підмурків до дахів. До стель палацових кімнат чіпляли клітки з заморськими птахами, а по залам вільно гуляли мавпи, що їли, верещали, смикали відвідувачів... 
Але доба просвітництва, його настанови про опанування природи таки торкнулися і скоморошого, дещо психопатичного характеру Прокофія Демидова. У вільний час, якого було вдосталь, він займався зоологією, біологічними дослідженнями, роками вивчав поведінку бджіл. Коли в Російській імперії запанувала мода на виховні училища і до їх заснування залучилися навіть купці, Прокофій Демидов дав гроші на Демидовське комерційне училище та на Московський Виховний будинок. Маргінала Демидова мало цікавило виховання чужих дітей. Але благодійництво було зручним доказом підтримки проектів імператриці і необтяжливо демонструвало прихильність до її політичних кроків. Він наче купував таким чином собі право бешкетувати в Москві і віддаватись фантастично безглуздим своїм забаганкам.

Адже участь в модному суспільному проекті і кількість грошей, витрачених на заклади, сприяли гучній, скандальній славі Демидова, яка була бажаною і яку він всіляко підтримував, не ламаючи голови над засобом. Є розголос від дії - годиться усе, аби тільки був розголос. По перебуванню у Москві у 1771 році посланець Катерини ІІ Г.Г. Орлов докладав імператриці ( російською ): 
| Ліві лапки | Москва и так была сбродом самовольных людей, но по крайней мере род некоего порядка сохраняла. А теперь всё вышло из своего положения. Трудно завести в ней как дисциплину полицейскую, так и пресечь развраты московских обывателей. | Праві лапки |

Дворянство захоплювалось оранжереями - Демидов створив низку оранжерей, що уступами стояли на березі річки Москва. Він полюбляв ботаніку і витратив майже двадцять п'ять років на створення великого власного гербарію. Здається, лише під час природничих чи біологічних досліджень Прокофій Демидов покидав скоморошество і ставав майже нормальною особою, здатною на свідомі вчинки.

## Опис твору

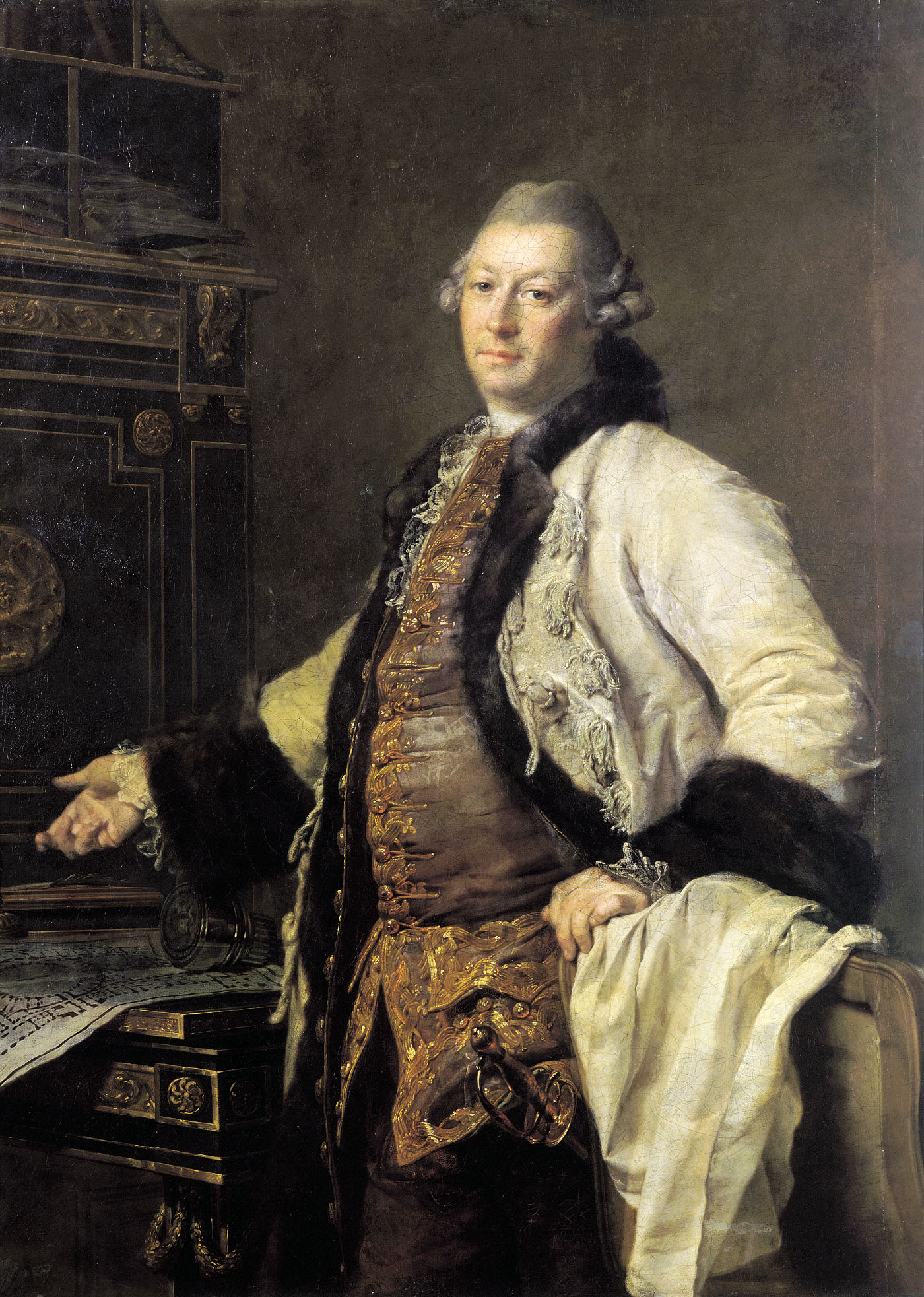
Д.Г. Левицький.Портрет архітектора Олександра Кокорінова.

Подивимось на розповсюджену схему парадного портрету другої половини 18 ст. Портретований позиціонує себе як діяча державного, військового чи мистецького. У військових - обов'язкові мундир, нагороди і батальна сцена на тлі. Державний діяч - поряд зі столом з державно важливими паперами. На парадному портреті архітектора Олександра Кокорінова той демонструє найкраще зі своїх мистецьких досягнень - поземний план Петербурзької Академії мистецтв. Звідси цілком виправданий, логічний жест в бік цього плану. Портретований демонструє найкращі власні якості або найкраще з власних досягнень, аби мати право на повагу і пам'ять.
Замовником парадного портрету Демидова був не сам дивак, а довірена особа з Петербургу, наближена до імператриці - вельможа Іван Бецькой. За статусом, виховне училище мало актову залу, де розміщали портрети дарувальників чи патронів закладу. Вельможний Іван Бецькой і прагнув розмістити такий портрет у Московському Виховному будинку, гроші на заснування якого і дав Прокофій. В створення портрету, ймовірно, втрутився сам Демидов. Тому представ перед художником у домашньому, дивацькому вбранні, невідповідному за уявою того часу для парадного портрету. Це червоний халат і зелений капелюшок, створений за французькою модою. Демидов наче знущався над розповсюдженими парадними портретами і за багаторічною звичкою - скандалізував власний.
Ще незвичнішим було приміщення - дивацьке, штучне - дві могутні колони неіснуючої споруди з дерев'яною підлогою. І хоча тут горщики з рослинами, приміщення важко назвати оранжереєю. Жест руки з відкритою долонею сучасники трактували як жест дарунку. Саме цей жест у Демидова, але він не намагається нічого з рослин дарувати, швидше це демонстрація прихильності володаря рослин до ботаніки. Але важко розраховувати на повагу і пам'ять лише за прихильність до ботаніки. Жест багатія отримує виправдання, якщо це натяк на вихованців, схожих на рослини, які потребують догляду і клопотань. Хоча алегорія не занадто прозора. Пересторогу викликає і підстаркувате, зім'яте обличчя самого Демідова, що свідчило про нездоров'я фізичне або психічне. І лише фасад Московського Виховного будинку вдалині нагадує, що портретована особа і є той дарувальник, завдяки якому і виник той виховний заклад.
Демидов відмовився їхати в Петербург на позування ( в Москву приїздив художник). Пізніше Демидов надіслав майстру одяг, в якому зажадав бачити себе на портреті. Левицький вдягав у надісланий одяг живого натурника ( що було новиною, інші вдягали зазвичай неживий манекен ), адже хотів бачити природні, «живі» форми одягу в готовому творі.
Нам важко уявити собі здивування і невдоволення, які відчував добропорядний художник Левицький при створенні цього дивацького портрету. Але замова була і він старанно її виконував, якою б незвичною не була б програма чи забаганка замовника. Процес створення йшов важко. Замову на незвичний портрет художник отримав у 1771-му, а закінчив лише у 1773 році. Портрет переправили у Москву, але не Демидову, а у актову залу виховного закладу. Пізніше незвичний портрет передадуть до збірок Третьяковської галереї.